# Ковзаны (Поставский район)
Ковзаны (бел. Коўзаны) — деревня в Новосёлковском сельсовете Поставского района Витебской области Белоруссии.

## География
Ковзаны расположены рядом с дорогой Поставы — Дуниловичи. Поблизости проходит железная дорога Поставы — Крулевщизна Витебского отделения Белорусской железной дороги. В 13 км от города Поставы и в 7 км от центра сельсовета.

## История
В 1774 году впервые упоминается в метрических книгах Лучайского костела.:
«Ковзаны. 29 сентября 1774 года ксендз Ладислав Голашевский, настоятель Лучайского прихода, окрестил девочку по имени Розалия, дочь Михаила и Агаты Сятковских. Крестные: Даниель Церлюк и Марианна Вансович».
В 1847 в деревне действовала корчма.
В 1873 году деревня насчитывала 53 ревизские души и входила в состав Скворцовского сельского общества. Всего Скворцовское сельское общество Лучайской волости насчитывало 427 крестьян собственников и находилось в составе 1-го мирового участка Вилейского уезда Виленской губернии.
В 1905 году Ковзаны делились на деревню (152 жителя, 220 десятин земли) и односелье (3 жителя, 5 десятин земли).
В результате советско-польской войны 1919—1921 гг. деревня оказалась в составе Польши (II Речь Посполитая). Административно деревня входила в состав Лучайской гмины Дуниловичского повета Виленского воеводства.
В 1923 году — насчитывала 35 строений и 150 жителей.
В сентябре 1939 года Ковзаны были присоединены к БССР силами Белорусского фронта РККА.
С 15 января 1940 года — в Новосёлковском сельсовете Поставского района.
По состоянию на 30 декабря 1951 года — 17 хозяйств.
С 16 июля 1954 года — в Юньковском сельсовете.
В 1972 году — центр колхоза «Ударник», 36 дворов, 85 жителей. Начальная школа, фельдшерско-акушерский пункт (ФАП), магазин.
С 17 мая 1985 года — в Лукашовском сельсовете.
С 24 августа 1992 года — в Новосёлковском сельсовете.
В 1996 году — 38 дворов, 84 жителей. Зернохранилище, магазин, отделение связи, КБО, котельная, склад ГСМ.
В 2001 году — 41 двор, 93 жителя. В колхозе имени Суворова.почта, магазин.